# A Ostra e o Vento
A Ostra e o Vento és una pel·lícula brasilera de 1997, dirigida per Walter Lima Jr., amb un guió adaptat per ell mateix i Flávio Tambellini, basat en el llibre de Moacir C. Lopes.
El director de fotografia és Pedro Farkas, la banda sonora de Wagner Tiso, amb una cançó-tema de Chico Buarque, que està a l'àlbum As Cidades.

## Sinopsi
Marcela és una adolescent que viu amb el seu pare en una illa allunyada de la costa. És el responsable del manteniment del far a l'illa i l'ofega amb un amor possessiu i autoritari. A causa de la gran soledat imposada als dos pel lloc, es rebel·la contra el seu pare i desenvolupa una passió pel vent que assota l'illa i que s'acaba convertint en un dels personatges de la història.

## Repartiment
- Lima Duarte — José
- Leandra Leal — Marcela
- Fernando Torres — Daniel
- Castrinho — Pepe
- Floriano Peixoto — Roberto
- Márcio Vito — Carrera
- Débora Bloch — mare de Marcela
- Hannah Brauer — Marcela als 6 anys
- Amanda Fontes Freire — Marcela als 3 anys
- Arduino Colasanti — mariner Magari
- Ricardo Marecos — mariner Pedro
- Márcio Vito — mariner Carrera
- Rodrigo Moreira — amant
- Charles Paraventi — veu de Saulo[3]

## Producció
Les localitzacions externes es van dur a terme a Ilha do Mel, a la costa de l'estat de Paraná (a Farol das Cochas i Grupa das Encantadas), i a la platja de Jericoacoara, a l'estat de Ceará. A Ilha do Mel destaquen són les escenes del Farol das Conchas, el far blanc que apareix a la major part de la pel·lícula. Les escenes de la gruta de pedra es van representar a la Gruta Encantada. A Jericoacoara destaquen les escenes de la Pedra Furada, una formació rocosa a la platja, a tocar del mar, que apareix en alguns moments de la pel·lícula.

## Recepció
Carlos Alberto Mattos, a la seva crítica per O Estado de S. Paulo, va dir que la "pel·lícula és cohesionada i provoca reflexions des de la primera fins a l'última escena. El repartiment mai és menys que impecable."

## Principals premis i nominacions
- Festival de Cinema Brasileiro de Miami 1998 (EUA): va guanyar en la categoria de millor actriu (Leandra Leal)
- Festival do Recife 1998 (Brasil): va rebre el Premi del Públic i Fernando Torres va rebre el Premi Especial del Jurat. Va guanyar en les categories de millor fotografia, millor direcció, millor muntatge i millor pel·lícula
- Premi APCA de l'Associação Paulista de Críticos de Arte, 1998 (Brasil): guanyador en les categories de millor fotografia, millor pel·lícula i millor actriu revelació (Leandra Leal)
- 54a Mostra Internacional de Cinema de Venècia 1997 (Itália): va rebre el premi CinemAvvenire i fou nominada al Lleó d'Or.[6]
- Festival Internacional de Cinema de Friburg 1998 (Suïssa): rep el Trofeu Don Quixote[7]
- IV Mostra de Cinema Llatinoamericà de Lleida 1998: Premi Casa América.[8]
- Festival de Cinema Llatinoamericà de Biarritz 1997: Premi a la millor actriu (Leandra Leal)[9]